# XII edició dels Premis Platino
La XII edició dels Premis Platino, presentats per l'Entitat de Gestió de Drets dels Productors Audiovisuals i la Federació Iberoamericana de Productors Cinematogràfics i Audiovisuals, honraren el millor del cinema iberoamericà estrenat en 2024. La cerimònia va tenir lloc el 27 d'abril de 2025 a l'IFEMA Palacio Municipal de Madrid.
La cerimònia es va retransmetre a TNT Latam i Max a Llatinoamèrica, La 2 i RTVE Play a Espanya, i Telemundo i Universo als Estats Units. La cerimònia va anar a càrrec de l'actriu mexicana Aislinn Derbez i l'actor basc Asier Etxeandía.

## Antecedents
Després de l'onzena edició dels premis l'any 2024, que va tenir lloc al Teatre Gran Tlachco de Riviera Maya, Mèxic, es va anunciar que l'edició de 2025 tindria lloc a l'IFEMA Palacio Municipal a Madrid, essent la quarta vegada que s'hi celebra la cerimònia. També és la cinquena vegada que té lloc a Madrid i la sisena a Espanya. Com a part d'un acord, la ciutat amfitriona de la cerimònia s'alternarà entre Madrid i Riviera Maya (Quintana Roo) del 2024 al 2027.
Com en edicions anteriors, la cerimònia es retransmetrà a l'Amèrica Llatina per televisió a TNT Latam i per streaming a Max. A més, l'emissió als Estats Units serà gestionada per primera vegada per Telemundo i Universo. A principis de febrer de 2025, es va anunciar la preselecció per a cada categoria. Més tard, aquell mateix mes, es van anunciar les vint pel·lícules i sèries preseleccionades, incloent-hi 176 produccions.
Les nominacions es van revelar el març 14 a través d'una transmissió en directe des del Telemundo Center de Miami, de l'actriu mexicana Adriana Barraza, l'actor porto-riqueny Amaury Nolasco, l'actriu espanyola Candela Márquez i l'actor equatorià Danilo Carrera. El thriller espanyol La infiltrada va liderar les nominacions a les pel·lícules amb onze, seguida del drama argentí El jockey amb nou. En les categories de televisió, la sèrie colombiana de Netflix Cien años de soledad, basada en la basada en la novel·la del mateix nom de Gabriel García Márquez, va liderar amb un rècord de vuit nominacions, seguida de la minisèrie brasilera de Netflix Senna, sobre el pilot d'automobilisme brasiler Ayrton Senna, amb quatre nominacions.

Es van anunciar els premis del públic Platino el 26 d'abril de 2025, un dia abans de la gala; Els guanyadors van incloure La infiltrada com a millor pel·lícula, Cien años de soledad com a millor minisèrie, Carolina Yuste com a millor actriu, Luis Tosar com a millor actor, Candela Peña com a millor actriu a una sèrie, i Claudio Cataño com a millor actor en una sèrie.

## Guanyadors i nominats

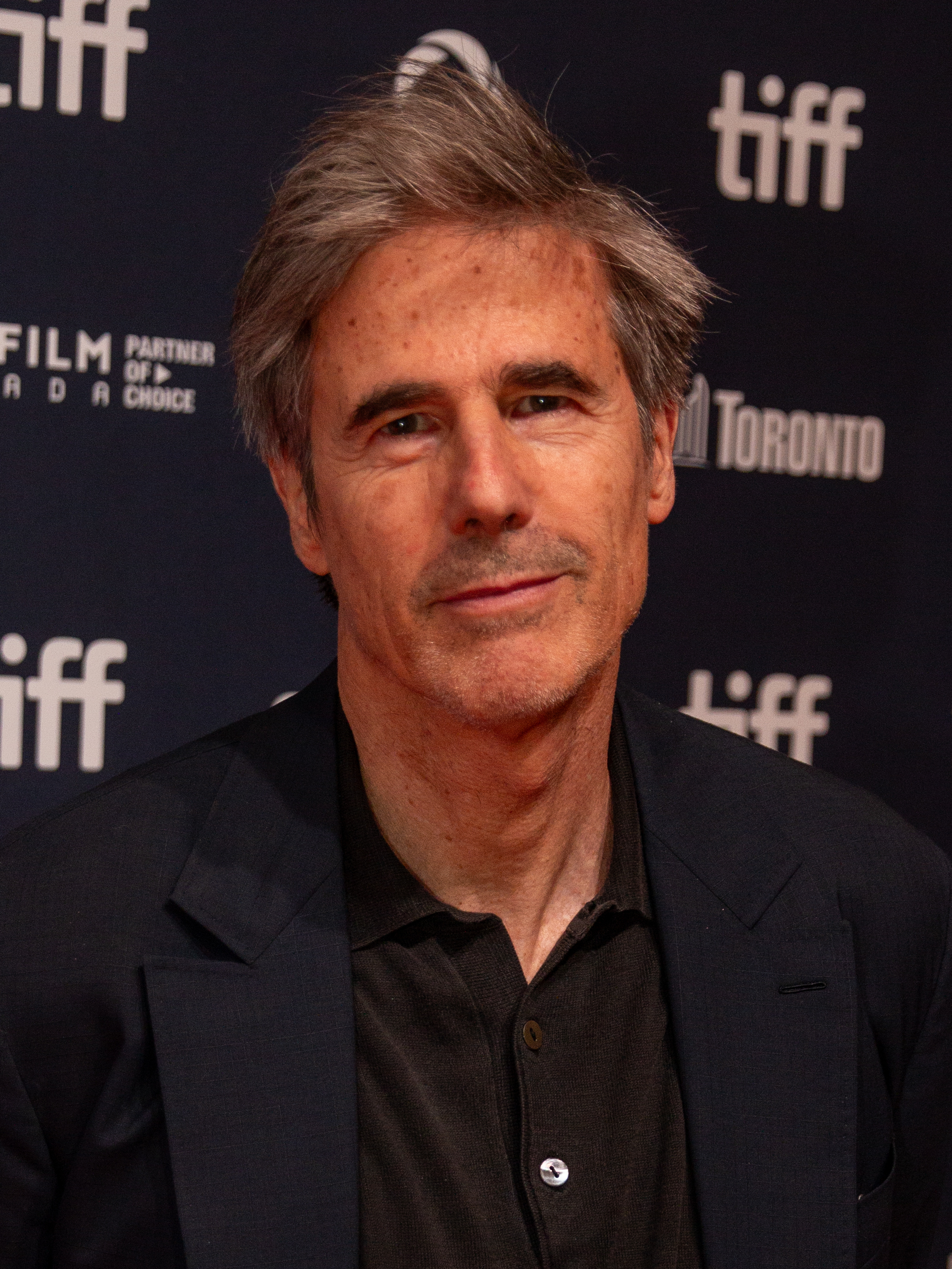
Walter Salles, premi al millor director

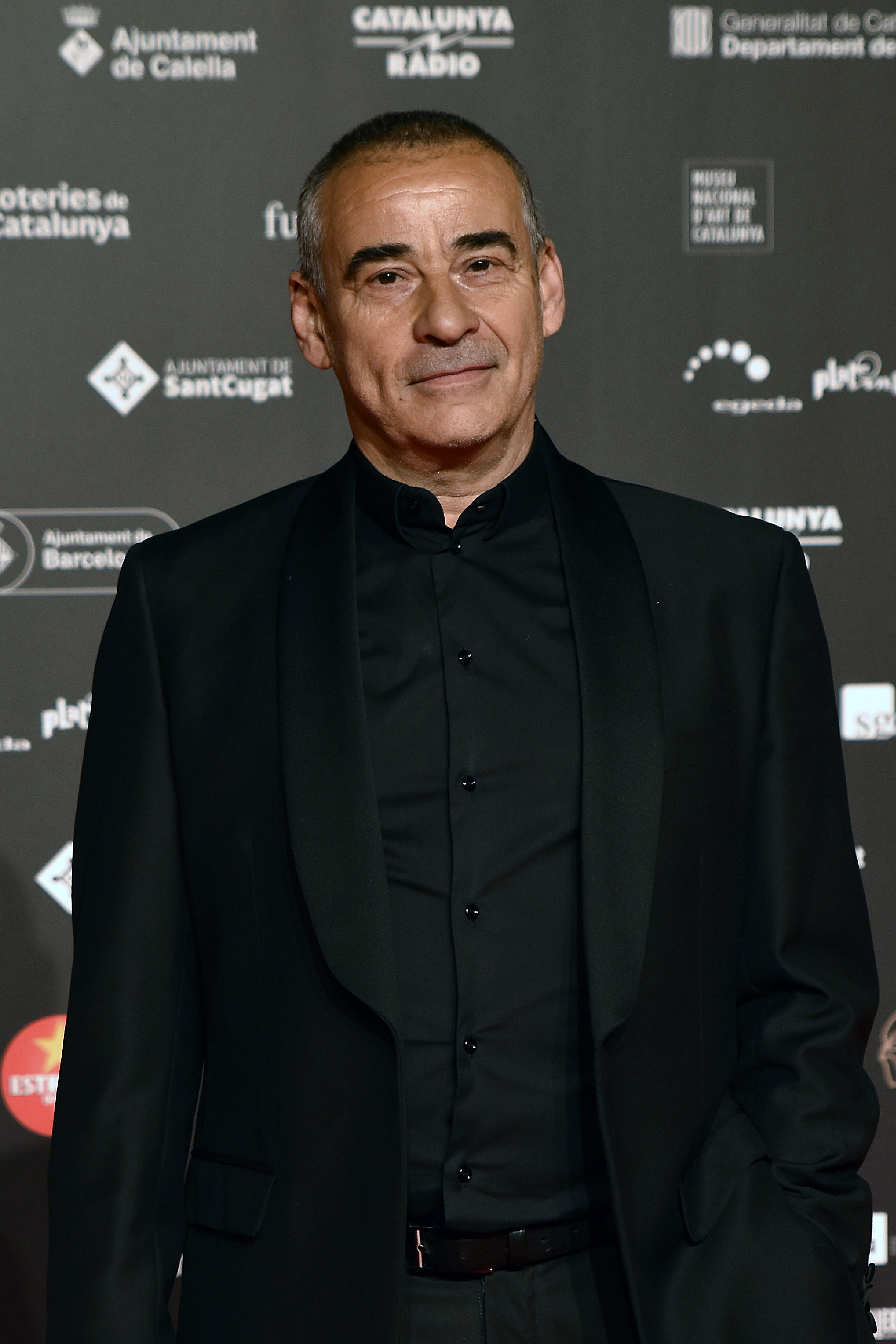
Eduard Fernández, premi al millor actor.

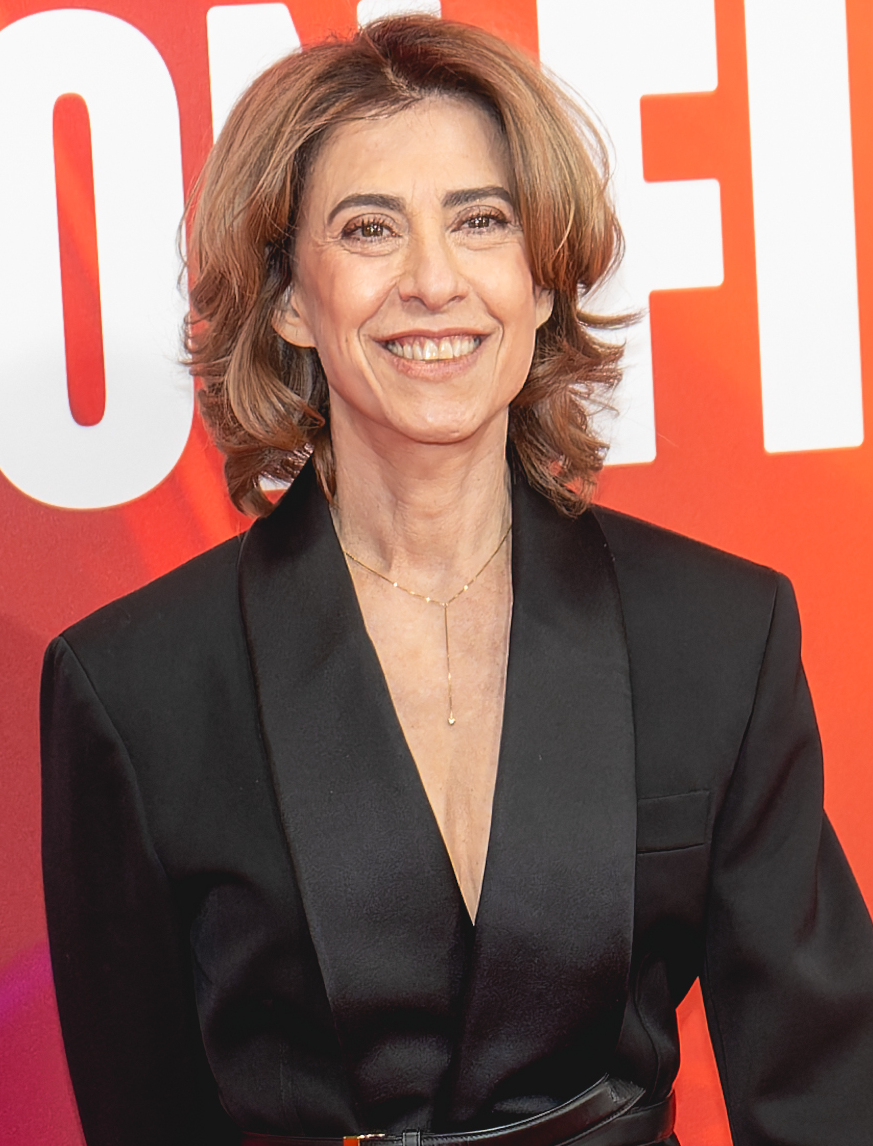
Fernanda Torres, premi a la millor actriu.

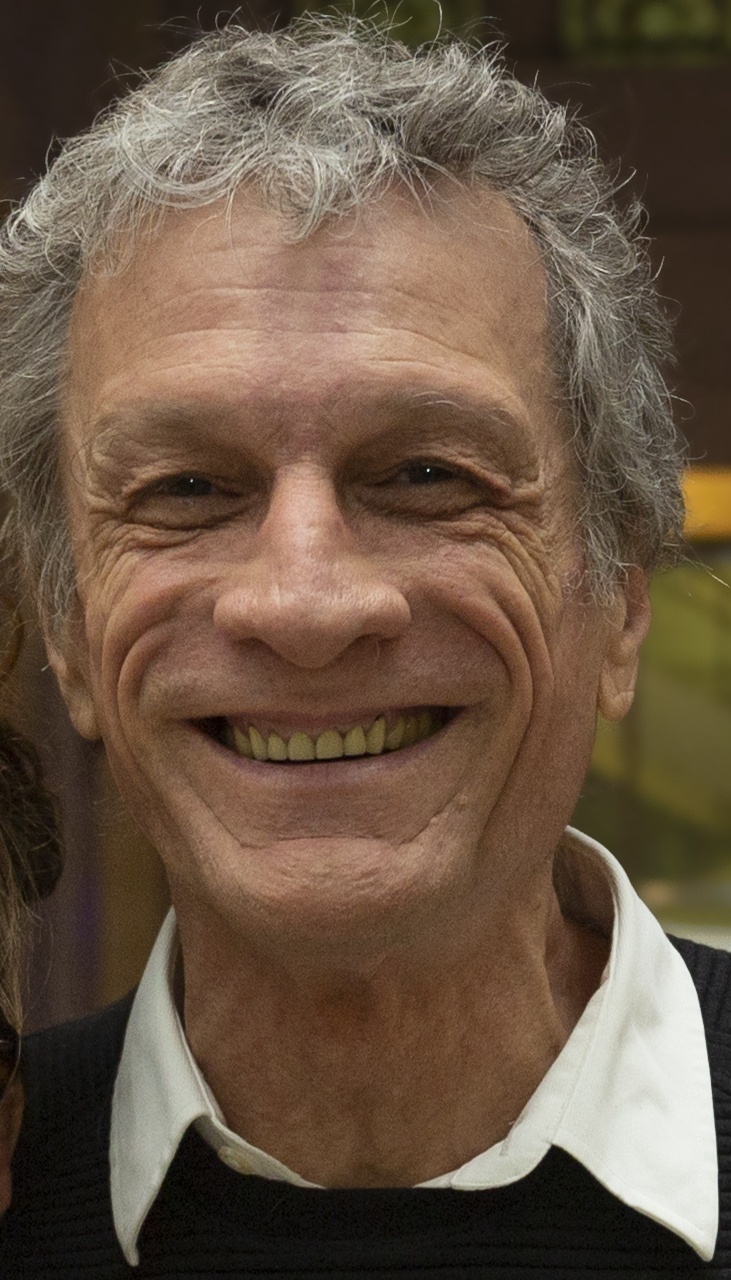
Daniel Fanego, millor actor secundari.

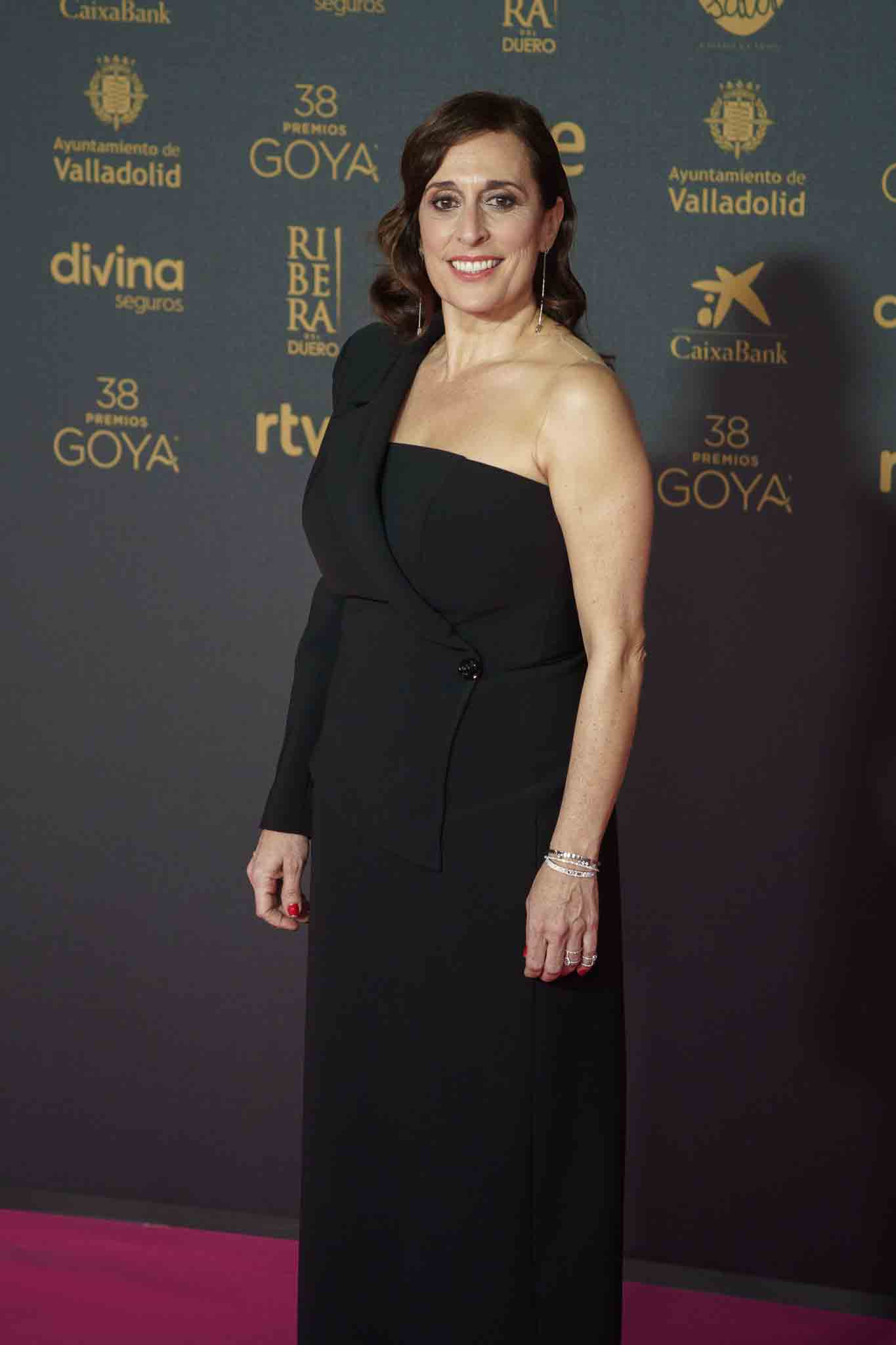
Clara Segura, millor actriu secundària.

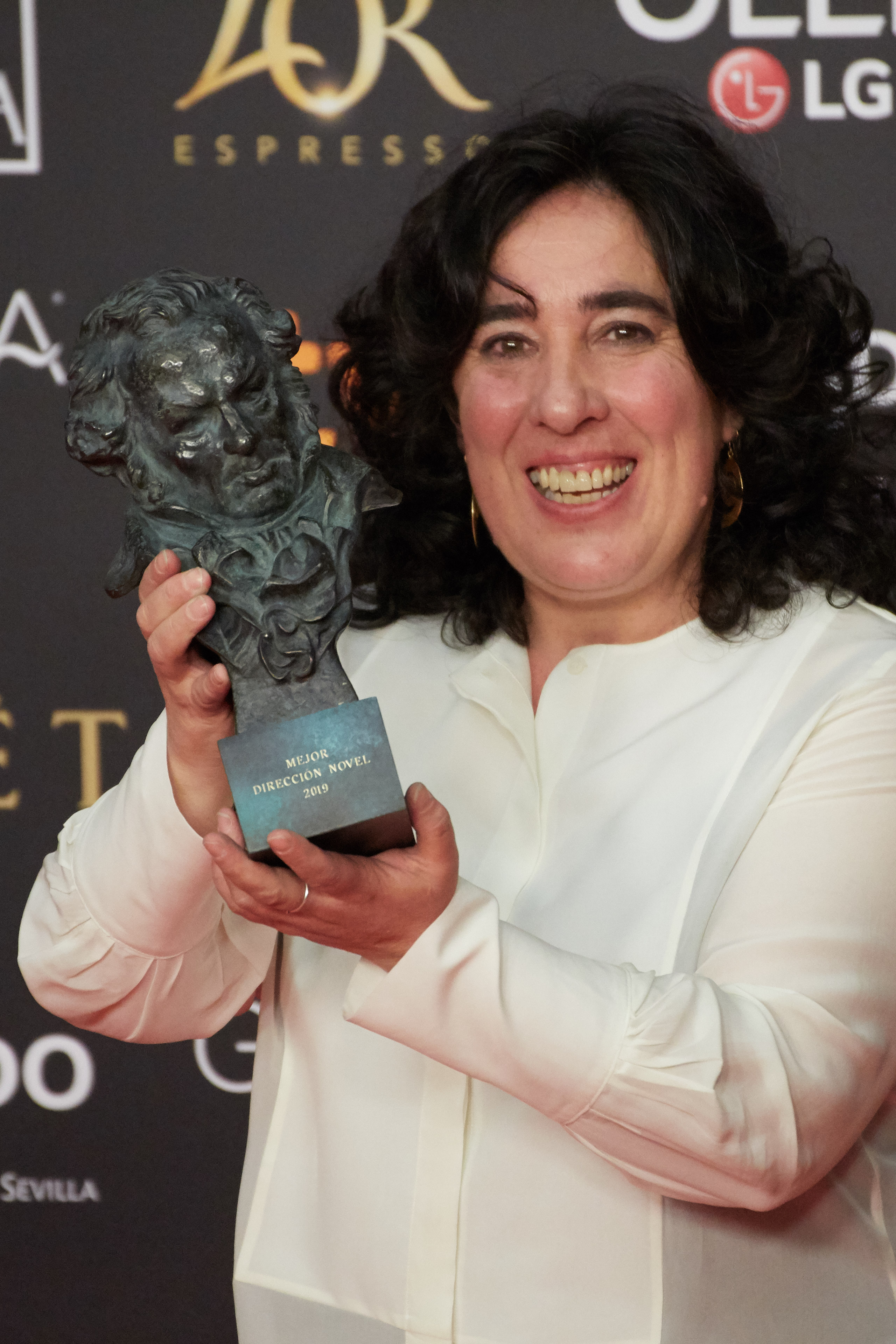
Arantxa Echevarría, premi al millor guió.

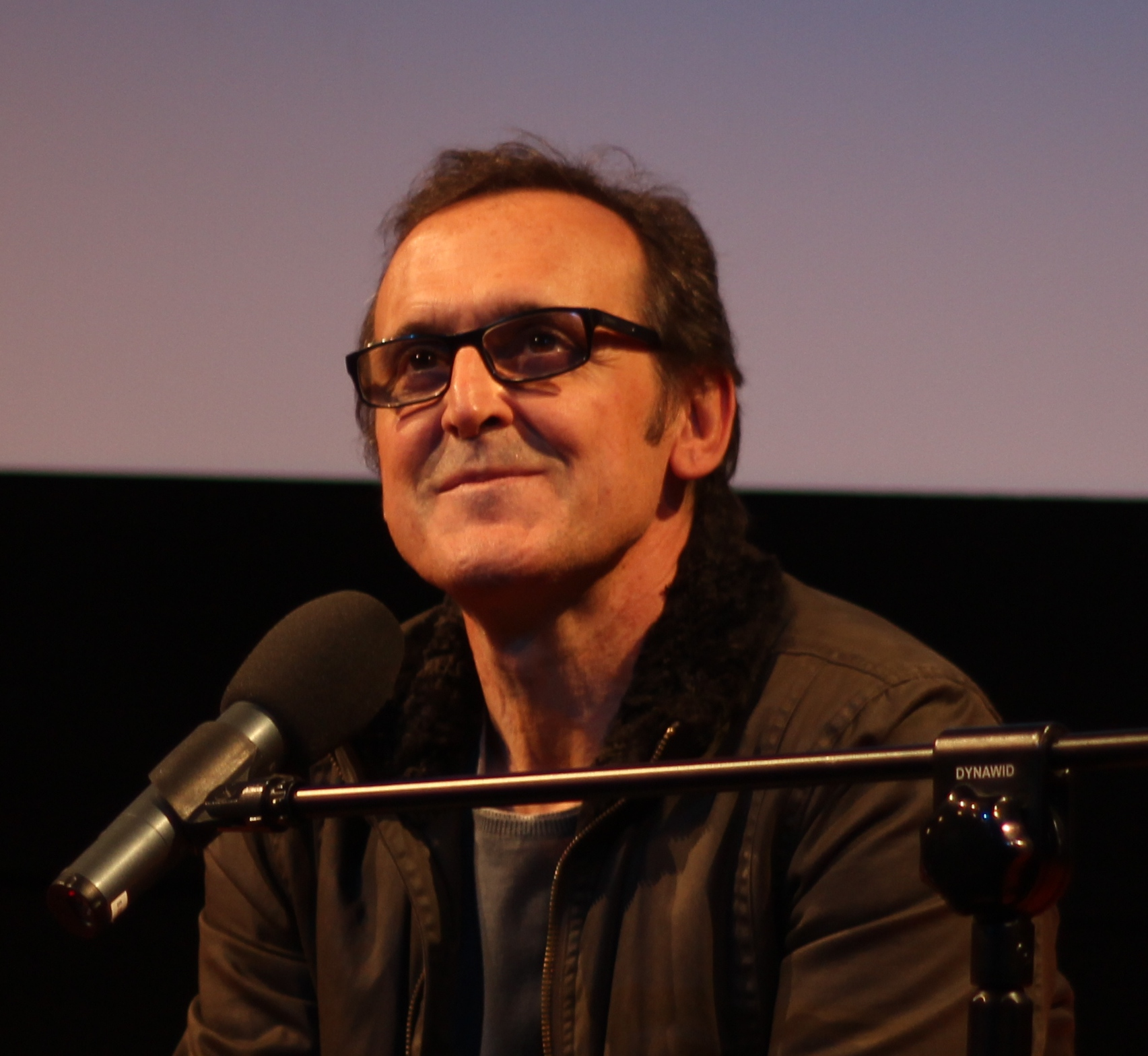
Alberto Iglesias, premi a la millor banda sonora.

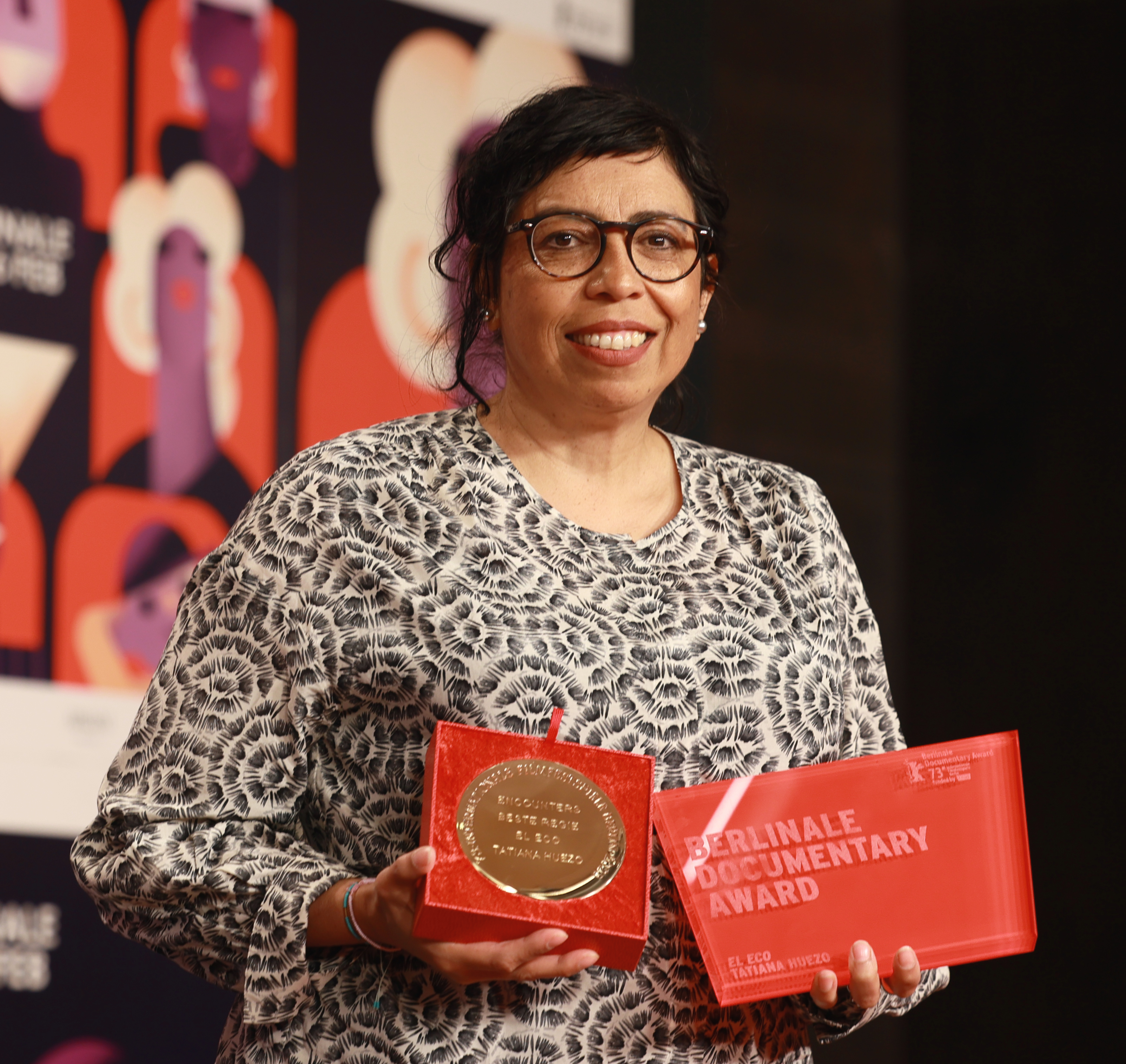
Tatiana Huezo, millor documental.

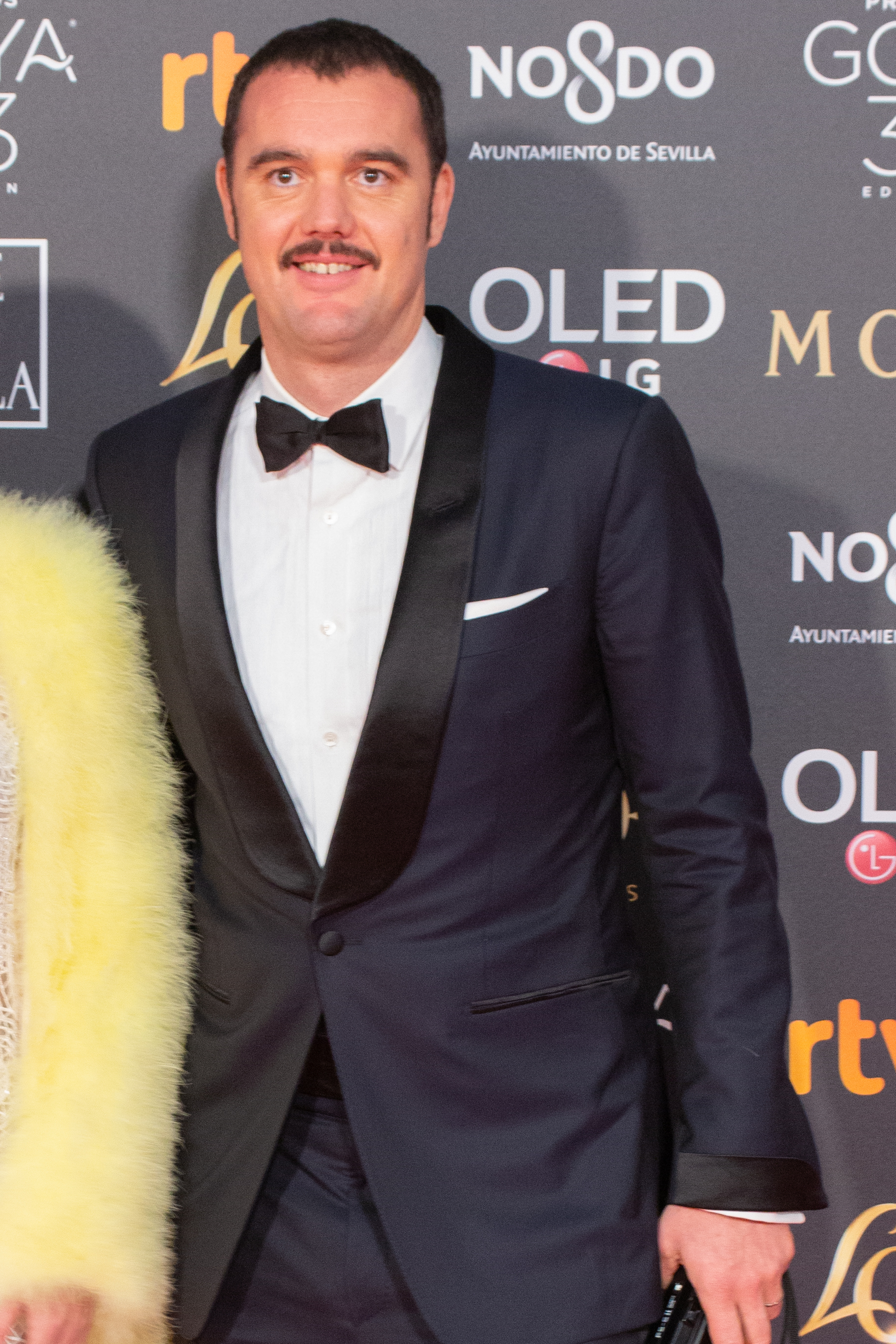
Eduard Grau, millor fotografia.

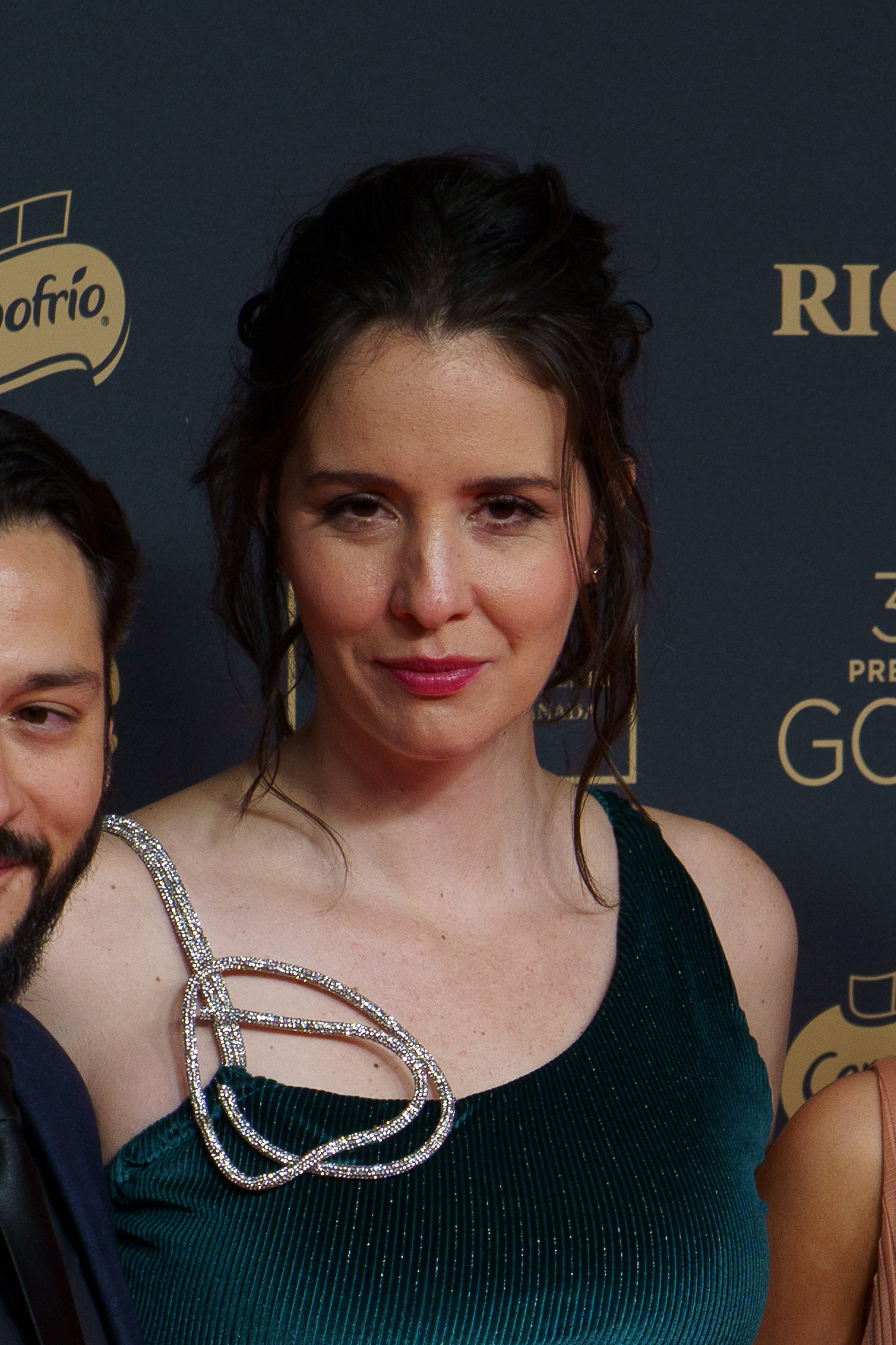
Antonella Sudasassi Furnis, educació en valors.

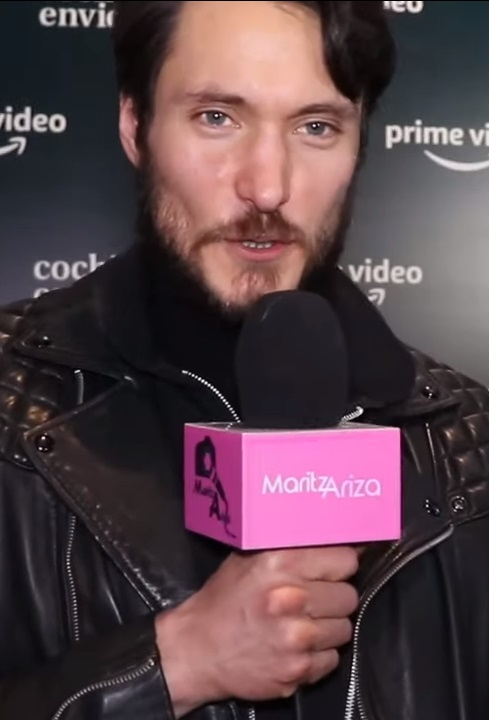
Claudio Cataño, millor actor en minisèrie o sèrie.

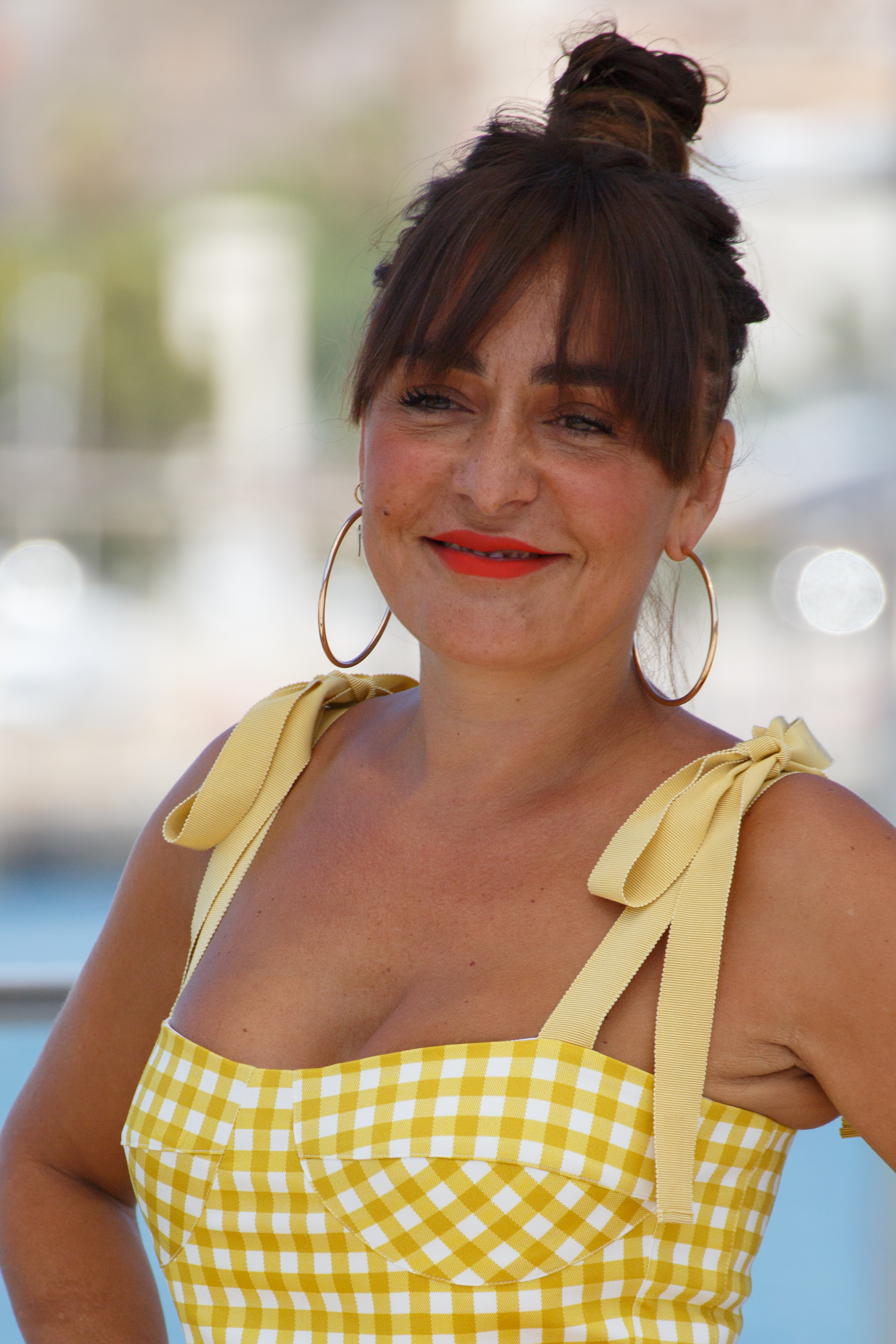
Candela Peña, millor actriu en minisèrie o sèrie.

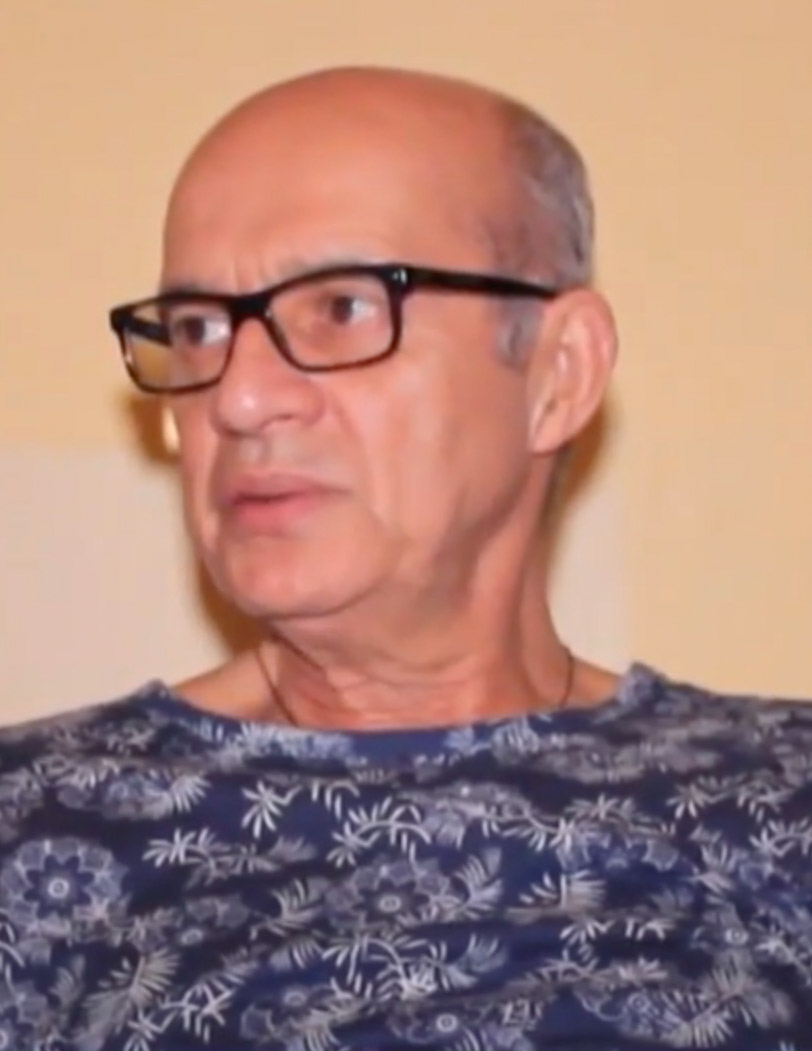
Jairo Camargo, millor actor secundari en minisèrie o sèrie.

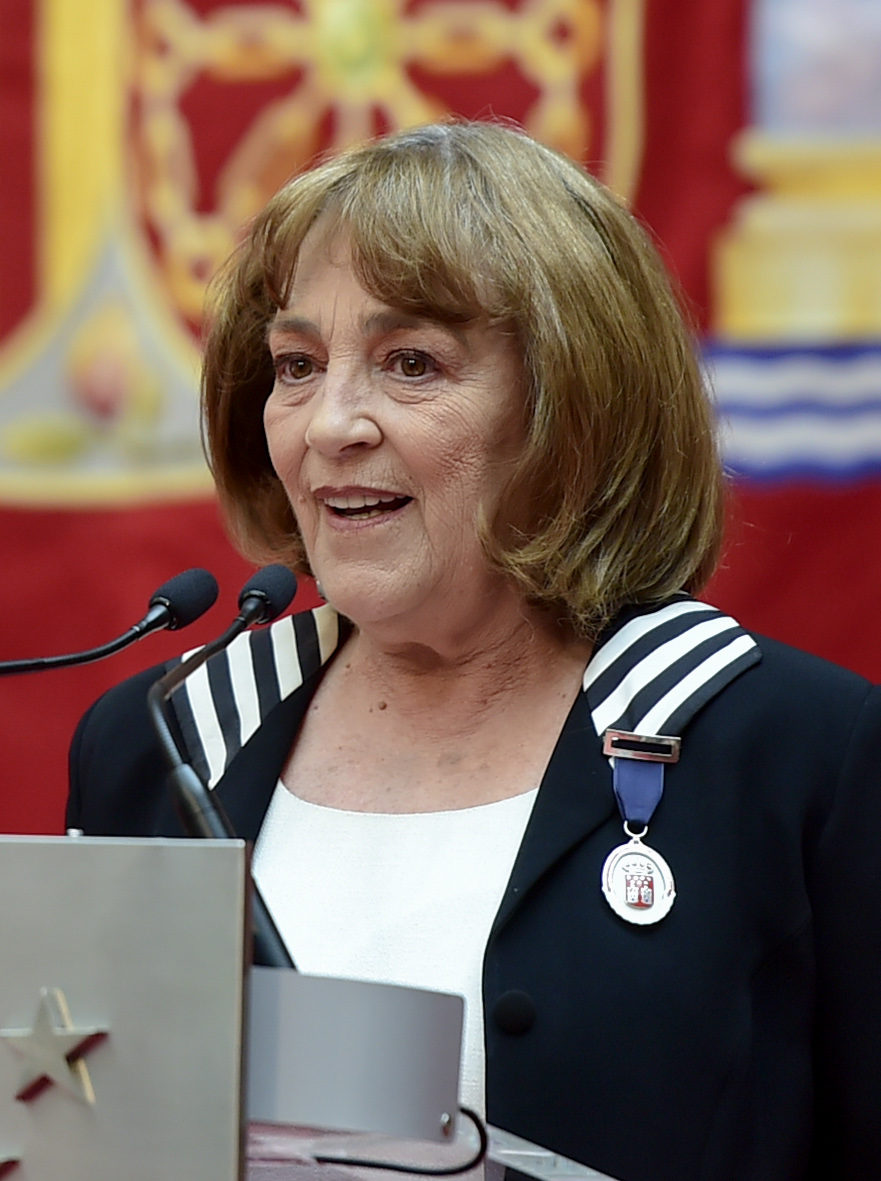
Carmen Maura, millor actriu secundària en minisèrie o sèrie

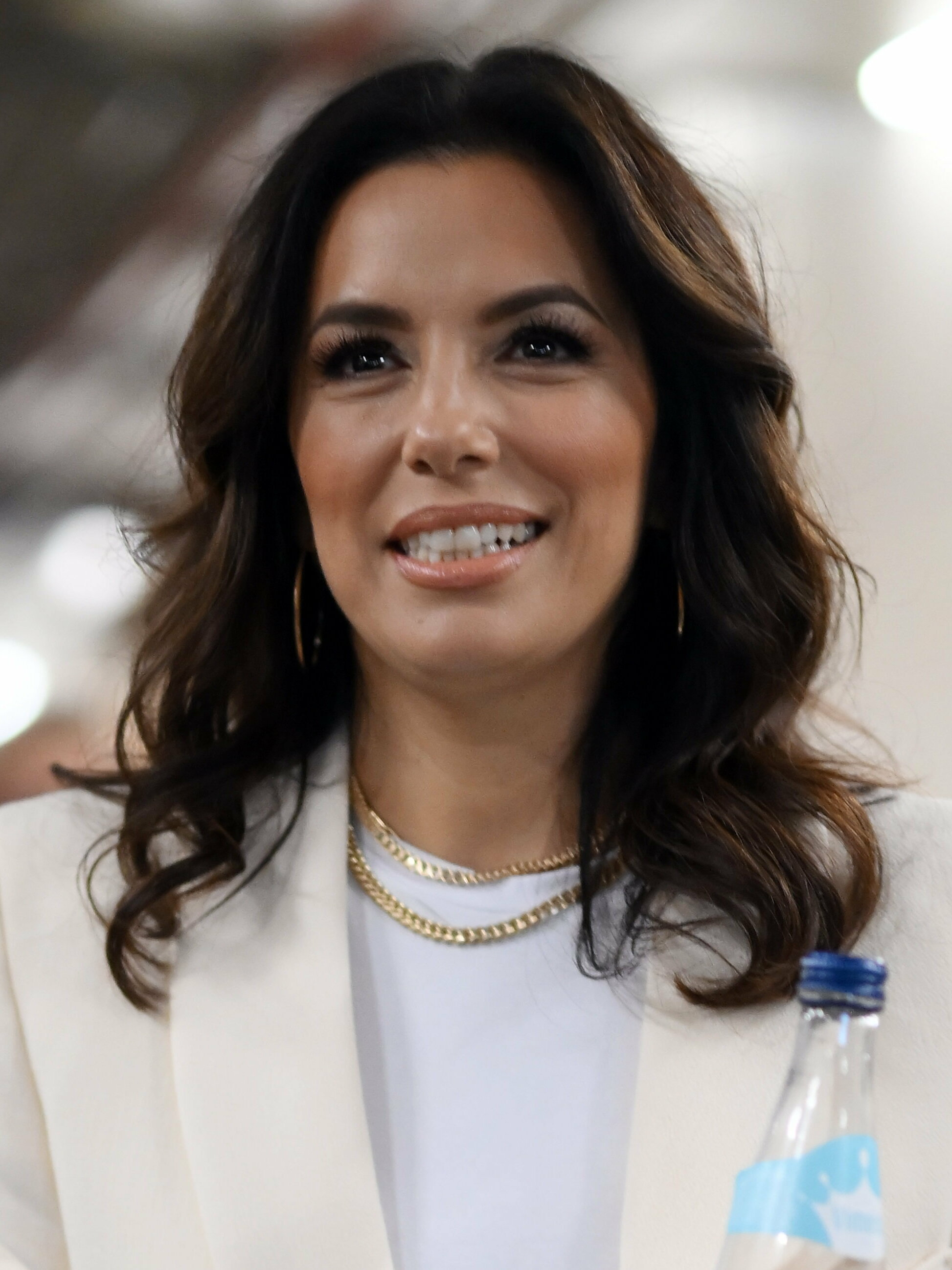
Eva Longoria, Premi Platino d'honor.

### Cinema
| Millor pel·lícula iberoamericana de ficció - Ainda Estou Aqui - El 47 - El jockey - Grand Tour - La infiltrada | Millor direcció - Walter Salles – Ainda Estou Aqui - Arantxa Echevarría – La infiltrada - Luis Ortega – El jockey - Pedro Almodóvar – L'habitació del costat |
| Millor interpretació masculina - Eduard Fernández – Marco, la verdad inventada com a Enric Marco - Luis Tosar – La infiltrada com a Ángel Salcedo "El Inhumano" - Manuel García-Rulfo – Pedro Páramo com a Pedro Páramo - Nahuel Pérez Biscayart – El jockey com a Remo Manfredini / Dolores "Lola" | Millor interpretació femenina - Fernanda Torres – Ainda Estou Aqui com a Eunice Paiva - Carolina Yuste – La infiltrada com a Mónica / Arantxa - Sol Carballo – Memorias de un cuerpo que arde com a Woman - Úrsula Corberó – El jockey com a Abril                      |
| Millor interpretació masculina de repartiment - Daniel Fanego – El jockey com a Fanego - Darío Grandinetti – Nina com a Pedro - Diego Anido – La infiltrada com a Sergio Polo - Héctor Kotsifakis – Pedro Páramo com a Fulgor Sedano                                                                | Millor interpretació femenina de repartiment - Clara Segura – El 47 com a Carmen - Francisca Lewin – El lugar de la otra com a María Carolina Geel - Ilse Salas – Pedro Páramo com a Susana San Juan - Liliana Biamonte – Memorias de un cuerpo que arde com a Mare     |
| Millor guió - La infiltrada – Arantxa Echevarría, Amèlia Mora - Memorias de un cuerpo que arde – Antonella Sudasassi Furnis - Casa en flames – Eduard Sola - Rita – Jayro Bustamante - El jockey – Fabián Casas, Luis Ortega, Rodolfo Palacios                                                      | Millor música original - L'habitació del costat – Alberto Iglesias - La infiltrada – Fernando Velázquez - Pedro Páramo – Gustavo Santaolalla - La Invención de las Especies – Ulises Hernández                                                                          |
| Millor pel·lícula d'animació - Papallones negres – David Baute - A Arca de Noé – Sérgio Machado, Alos di Leo - Capitán Avispa – Jean Gabriel Guerra, Jonathan Melendez - Dalia y el libro rojo – David Bisbano - Guardiana de dracs – Salvador Simó, Li Jianping                                    | Millor pel·lícula documental - El eco – Tatiana Huezo - La guitarra flamenca de Yerai Cortés – Antón Álvarez - Los niños perdidos – Orlando von Einsiedel, Lali Houghton - Reas – Lola Arias                                                                            |
| Millor direcció de fotografia - L'habitació del costat – Edu Grau - Rita – Inti Briones - La infiltrada – Javier Salmones - Pedro Páramo – Rodrigo Prieto, Nico Aguilar | Millor direcció artística - Pedro Páramo – Eugenio Caballero, Carlos Y. Jacques - La infiltrada – Eduardo Hidalgo - El jockey – Germán Maglieri, Julia Freid - La verge roja – Javier Alvariño                                                                          |
| Millor direcció de muntatge - La infiltrada – Victoria Lammers - Rita – Jayro Bustamante - El eco – Tatiana Huezo, Lucrecia Gutiérrez - El jockey – Rosario Suárez, Yibrán Asuad | Millor direcció de so - Segundo premio – Diana Sagrista, Alejandro Castillo, Eva Valiño, Antonin Dalmasso - Una Noche con los Rolling Stones – Angie Hernández - El jockey – Guido Berenblum - La infiltrada – Jorge Castillo, Fabio Huete, Mayte Cabrera, Miriam Lisón |
| Millor opera prima de ficció - El ladrón de perros – Vinko Tomičić - Alemania – María Zanetti - La estrella azul – Javier Macipe - Simón de la montaña – Federico Luis | Cinema i Educació en Valors - Memorias de un cuerpo que arde – Antonella Sudasassi Furnis - Alemania – María Zanetti - El ladrón de perros – Vinko Tomičić - Soy Nevenka – Icíar Bollaín                                                                                |
| Millor comèdia iberoamericana de ficció - Buscando a Coque - Campamento con mamá - El candidato honesto - Padre no hay más que uno 4: Campanas de boda | |

#### Pel·lícules amb múltiples nominacions
Les següents pel·lícules han rebut múltiples nominacions:
| Nominacions | Pel·lícules                    |
| ----------- | ------------------------------ |
| 11          | La infiltrada                  |
| 9           | El jockey                      |
| 6           | Pedro Páramo                   |
| 4           | Memorias de un cuerpo que arde |
| 3           | Ainda Estou Aqui               |
| 3           | L'habitació del costat         |
| 3           | Rita                           |
| 2           | El 47                          |
| 2           | El eco                         |
| 2           | Alemania                       |
| 2           | El ladrón de perros            |

### Televisió
| Millor minisèrie o telesèrie cinematogràfica iberoamericana - Cien años de soledad (Netflix) - Cidade de Deus: A Luta Não Para (HBO / Max) - Como agua para chocolate (HBO) - Senna (Netflix) | Millor creador de minisèrie o telesèrie - Senna – Vicente Amorim, Fernando Coimbra, Luiz Bolognesi, Patrícia Andrade (Netflix) - El secreto del río – Alberto Barrera (Netflix) - Como agua para chocolate – Curro Royo (HBO) - Cien años de soledad – José Rivera, Natalia Santa (Netflix)                                                              |
| Millor interpretació masculina en minisèrie o telesèrie - Claudio Cataño – Cien años de soledad com a Coronel Aureliano Buendía (Netflix) - Alberto San Juan – Cristóbal Balenciaga com a Cristóbal Balenciaga (Disney+) - Alexandre Rodrigues – Cidade de Deus: A Luta Não Para com a "Busca-pé" / Wilson Rodrigues (HBO / Max) - Gabriel Leone – Senna com a Ayrton Senna (Netflix) | Millor interpretació femenina en minisèrie o telesèrie - Candela Peña – El caso Asunta com a Rosario Porto (Netflix) - Andreia Horta – Cidade de Deus: A Luta Não Para com a Jerusa (HBO / Max) - Azul Guaita – Como agua para chocolate com a Tita (HBO) - Marleyda Soto – Cien años de soledad com a Úrsula Iguarán (Netflix)                          |
| Millor interpretació masculina de repartiment en minisèrie o telesèrie - Jairo Camargo – Cien años de soledad com a Apolinar Moscote (Netflix) - Benjamín Vicuña – Envidiosa com a Nicolás (Netflix) - Hugo Bonemer – Senna com a Nelson Piquet (Netflix) - Janer Villareal – Cien años de soledad com a Arcadio (Netflix)                                                            | Millor interpretació femenina de repartiment en minisèrie o telesèrie - Carmen Maura – Tierra de mujeres com a Julia (Apple TV+) - Frida Sofía Cruz Salinas – El secreto del río com a Sicarú / child Manuel (Netflix) - Loren Sofía – Cien años de soledad com a Amaranta (Netflix) - Viña Machado – Cien años de soledad com a Pilar Ternera (Netflix) |

#### Sèries amb múltiples nominacions
Les següents sèries han rebut múltiples nominacions:
| Nominacions | Sèries                          |
| ----------- | ------------------------------- |
| 8           | Cien años de soledad            |
| 4           | Senna                           |
| 3           | Cidade de Deus: A Luta Não Para |
| 3           | Como agua para chocolate        |
| 2           | El secreto del río              |

### Platino d'Honor
- Eva Longoria[13]

## Actuacions
| Artista(s)                               | Cançó(s)                                                                       |
| ---------------------------------------- | ------------------------------------------------------------------------------ |
| Ballet Español de la Comunidad de Madrid | "La Quiero a Morir"                                                            |
| Pablo Alborán                            | "Clickbait"                                                                    |
| Asier Etxeandia                          | "Castillos en el aire"                                                         |
| Prince Royce                             | "Can't Help Falling in Love" How Deep Is Your Love" "Dancing in the Moonlight" |